# 河井陽介
河井 陽介（かわい ようすけ、1989年8月4日 - ）は、静岡県藤枝市出身のプロサッカー選手。Jリーグ・カターレ富山所属。ポジションはMF。
妻は静岡朝日テレビ元アナウンサーの広瀬麻知子。

## 来歴

### プロ入り前
静岡県藤枝市出身。藤枝市立青島小学校1年の時に青島SSSでサッカーを始める。藤枝市立青島中学校時代は藤枝東FCに所属。高校は静岡の名門・静岡県立藤枝東高等学校に入学した。高校3年時に同期の村松大輔らとともに第86回全国高校サッカー選手権大会に出場、中心メンバーとして準優勝に貢献し、大会優秀選手にも選ばれた。しかし、決勝で大敗を喫した流通経済大学付属柏高等学校の大前元紀との差を痛感した河井は「プロなんて考えなかった。まずは慶應に進学して、将来何をやるか考えようと思った」と、慶應義塾大学法学部政治学科に指定校推薦で進学した。
大学入学後は1年時からレギュラーとして試合に出場。入部当時関東大学サッカーリーグ2部の同大学ソッカー部を1年で1部に復帰させるなど同期の田中奏一、黄大城、日高慶太らとともに中心選手として活躍。在学中にはU-20日本代表に選出され、全日本大学選抜には2年連続で選出されるなど、大学サッカー界を代表する選手となった。

### 清水エスパルス
2012年より、大学2年時から特別指定選手に登録されていた清水エスパルスに入団。リーグ開幕戦の名古屋グランパス戦でフル出場を果たすと、その後も先発出場を続け、リーグ戦32試合に出場した。主にインサイドハーフのポジションでの出場だったが、他のレギュラー選手の故障や出場停止時にはウイングやボランチ、サイドバックなど、数多くのポジションで出場した。
2013年より、背番号を10に変更した。2013年は主に左サイドハーフや左サイドバックとして32試合に出場し、チーム1位のアシスト数8を記録した。
2014年はデュッセルドルフからの復帰した大前との話し合いにより、背番号を再び17番に戻している。2014年は主に右サイドハーフや右サイドバックとして30試合に出場した。
2015年はサイドハーフやサイドバックとしても定位置をつかむことが出来ず、自己最少のリーグ戦13試合出場にとどまった。J2に降格した2016年はセンターハーフに戻りチーム最多タイの37試合に出場した。
2017年シーズンの開幕戦・神戸戦（アイスタ）で左アキレス腱断裂で全治6ヶ月の重傷を負い戦線離脱。シーズン終盤にチームに復帰した。
2018年シーズンは、センターハーフのポジションに固定され、竹内涼と(竹内が欠場した際は白崎凌兵と)コンビを組んだ。J1第3節・コンサドーレ札幌戦の後半22分、この試合3点目となる追加点を挙げた。河井のリーグ戦得点は、2016年3月6日のJ2第2節・V・ファーレン長崎戦、J1リーグでは、2014年4月26日のJ1第9節・ベガルタ仙台戦以来であった。
2019年シーズンは度重なるシステム変更やチームの成績不振に拠る監督の交代もあったなか、中心選手として出場を継続。5月にヘナト・アウグストがセンターハーフのポジションを掴んだ後はサイドハーフ、さらに7月末に北川航也がSKラピード・ウィーンに移籍してからはトップ下としての出場機会もあった。

### ファジアーノ岡山
2022年シーズンより、ファジアーノ岡山へ完全移籍。
2023年シーズンをもって契約満了に伴い退団が発表された。

### カターレ富山
2024年シーズンより、カターレ富山へ完全移籍

## 所属クラブ
- 1996年 - 2001年 青島SSS
- 2002年 - 2004年 藤枝東FC
- 2005年 - 2007年 静岡県立藤枝東高等学校
- 2008年 - 2011年 慶應義塾大学
- 2012年 - 2021年 清水エスパルス
- 2022年 - 2023年 ファジアーノ岡山
- 2024年 - カターレ富山

## 個人成績
| 国内大会個人成績 | 国内大会個人成績 | 国内大会個人成績 | 国内大会個人成績 | 国内大会個人成績 | 国内大会個人成績 | 国内大会個人成績 | 国内大会個人成績 | 国内大会個人成績 | 国内大会個人成績 | 国内大会個人成績 | 国内大会個人成績 |
| 年度             | クラブ           | 背番号           | リーグ           | リーグ戦         | リーグ戦         | リーグ杯         | リーグ杯         | オープン杯       | オープン杯       | 期間通算         | 期間通算         |
| 年度             | クラブ           | 背番号           | リーグ           | 出場             | 得点             | 出場             | 得点             | 出場             | 得点             | 出場             | 得点             |
| 日本             | 日本             | 日本             | 日本             | リーグ戦         | リーグ戦         | リーグ杯         | リーグ杯         | 天皇杯           | 天皇杯           | 期間通算         | 期間通算         |
| ---------------- | ---------------- | ---------------- | ---------------- | ---------------- | ---------------- | ---------------- | ---------------- | ---------------- | ---------------- | ---------------- | ---------------- |
| 2012             | 清水             | 17               | J1               | 32               | 0                | 9                | 0                | 1                | 0                | 42               | 0                |
| 2013             | 清水             | 10               | J1               | 32               | 1                | 5                | 0                | 3                | 0                | 40               | 1                |
| 2014             | 清水             | 17               | J1               | 30               | 1                | 5                | 0                | 2                | 0                | 37               | 1                |
| 2015             | 清水             | 17               | J1               | 13               | 0                | 3                | 0                | 1                | 1                | 17               | 1                |
| 2016             | 清水             | 17               | J2               | 37               | 1                | -                | -                | 2                | 0                | 39               | 1                |
| 2017             | 清水             | 17               | J1               | 3                | 0                | 0                | 0                | 0                | 0                | 3                | 0                |
| 2018             | 清水             | 17               | J1               | 32               | 3                | 0                | 0                | 2                | 1                | 34               | 4                |
| 2019             | 清水             | 17               | J1               | 26               | 2                | 5                | 0                | 4                | 1                | 35               | 3                |
| 2020             | 清水             | 17               | J1               | 12               | 0                | 1                | 0                | -                | -                | 13               | 0                |
| 2021             | 清水             | 17               | J1               | 24               | 0                | 8                | 0                | 2                | 0                | 34               | 0                |
| 2022             | 岡山             | 27               | J2               | 33               | 1                | -                | -                | 0                | 0                | 33               | 1                |
| 2023             | 岡山             | 27               | J2               | 23               | 0                | -                | -                | 1                | 0                | 24               | 0                |
| 2024             | 富山             | 24               | J3               | 32               | 0                | 3                | 0                | 1                | 0                | 36               | 0                |
| 2025             | 富山             | 24               | J2               |                  |                  |                  |                  |                  |                  |                  |                  |
| 通算             | 日本             | 日本             | J1               | 204              | 7                | 36               | 0                | 15               | 3                | 255              | 10               |
| 通算             | 日本             | 日本             | J2               | 93               | 2                | -                | -                | 2                | 0                | 95               | 2                |
| 通算             | 日本             | 日本             | J3               | 32               | 0                | 3                | 0                | 1                | 0                | 36               | 0                |
| 総通算           | 総通算           | 総通算           | 総通算           | 329              | 9                | 39               | 0                | 18               | 3                | 386              | 12               |

- 特別指定選手としての試合出場は無し

その他公式戦
- 2022年
  - J1参入プレーオフ 1試合0得点

出場歴
- Jリーグ初出場 - 2012年3月10日 J1第1節 名古屋グランパス戦（豊田スタジアム）
- Jリーグ初得点 - 2013年5月25日 J1第13節 ベガルタ仙台戦（IAIスタジアム日本平）

## 代表・選抜歴
- U-18日本代表候補
- U-20日本代表
- 全日本大学選抜(2010、2011)